# Orneostoma albitessellata
Orneostoma albitessellata är en fjärilsart som beskrevs av George Francis Hampson 1914. Orneostoma albitessellata ingår i släktet Orneostoma och familjen Thyrididae. Inga underarter finns listade i Catalogue of Life.